# لزلی (نام)
لزلی یا لسلی (Leslie) یک نام کوچک و نام خانوادگی است که ممکن است به یکی از موارد زیر اشاره داشته باشد:
- لسلی بیب
- لزلی کارون
- لسلی کارتر
- میسیز لزلی کارتر
- فایست (خواننده)
- لزلی گور
- لزلی من
- لسلی منویل
- سام فیلیپس (نوازنده)
- لسلی شارپ
- لزلی اوگامس
- لزلی ون هوتن
- لزلی ان وارن
- لسلی بنکز
- لسلی بنزیه
- لسلی بوهم
- لسلی چونگ
- لس فردیناند
- لسلی گرووز
- لسلی هاوارد (بازیگر)
- لزلی لمپورت
- لسلی مونویز
- لسلی نیلسن
- لزلی فیلیپس
- لسلی والینت
- لسلی کلاودیوس
- بتل لسلی
- فردریک دبلیو لزلی
- جوآن لزلی
- جان لزلی
- لیسا لسلی
- رز لزلی